# سیارک ۲۵۴۲۷
سیارک ۲۵۴۲۷ (به انگلیسی: 25427 Kratchmarov، نامگذاری:1999VP170) بیست و پنج هزار و چهارصد و بیست و هفتمین سیارک کشف شده‌است که در ۱۴ نوامبر ۱۹۹۹ کشف شد.
قدر مطلق سیارک برابر ۱۲.۹ است.